# Tomioka (Fukushima)
Tomioka (富岡町?, Tomioka-machi) è una cittadina del Giappone situata nella prefettura di Fukushima, che contava 14 704 abitanti.

## Dopo il disastro di Fukushima
A seguito degli incidenti nucleari avvenuti nella prefettura di Fukushima, Tomioka è stata evacuata per ordinanza governativa il 12 marzo 2011 per i permanenti gravi pericoli di radioattività.
A tutto il gennaio del 2012, è rimasto nel comune solo il contadino Naoto Matsumura (insieme al suo cane Aki) che, ignorando i divieti governativi e sottoponendosi a gravissimi rischi di contaminazione, si prende cura degli animali abbandonati dagli abitanti dopo l'evacuazione immediata della popolazione dal territorio.

Il 1º aprile 2017 l'ordine di evacuazione venne revocato, permettendo agli abitanti di tornare a vivere in modo permanente sul territorio; nonostante le bonifiche e la ricostruzione degli edifici la cittadina conta appena 2128	abitanti, molto inferiore rispetto alla popolazione di 15000 precedente al disastro.

## Amministrazione

### Gemellaggi
Tomioka è gemellata con
- Auckland